# Schéma produit
En géométrie algébrique, le produit de deux schémas (plus exactement de deux schémas au-dessus d'un même schéma de base) est l'équivalent des produits d'anneaux, d'espaces vectoriels, d'espaces topologiques… C'est un outil de base pour construire des schémas, faire du changement de bases etc. 

## Définition
On fixe un schéma {\displaystyle S} (appelé schéma de base) et on considère la catégorie des {\displaystyle S}-schémas. Soient {\displaystyle X,Y} deux {\displaystyle S}-schémas. En langage catégoriel, le produit (fibré) de {\displaystyle X,Y} au-dessus de {\displaystyle S} est simplement le produit fibré de {\displaystyle X\to S}, {\displaystyle Y\to S} dans la catégorie des {\displaystyle S}-schémas. En terme plus concret, le produit fibré de {\displaystyle X,Y} au-dessus de {\displaystyle S} est la donnée d'un {\displaystyle S}-schéma noté {\displaystyle X\times _{S}Y}, et des morphismes (morphismes de projection) {\displaystyle p:X\times _{S}Y\to X}, {\displaystyle q:X\times _{S}Y\to Y} vérifiant la propriété universelle suivante: 
pour tout {\displaystyle S}-schéma {\displaystyle Z} et pour tout couple de morphismes de {\displaystyle S}-schémas {\displaystyle f:Z\to X} et {\displaystyle g:Z\to Y}, il existe un unique morphisme {\displaystyle h:Z\to X\times _{S}Y} tel que {\displaystyle f=ph} et {\displaystyle g=qh}.
Proposition — Le produit fibré {\displaystyle (X\times _{S}Y,p,q)} existe et est unique à isomorphisme unique près.
Comme toute solution d'un problème universelle, l'unicité découle immédiatement de la définition. L'existence se prouve en se ramenant au produit fibré de deux schémas affines au-dessus d'un schéma affine. On utilise alors le fait que le produit tensoriel de deux algèbres au-dessus d'un anneau commutatif unitaire {\displaystyle A} est la somme dans la catégorie des {\displaystyle A}-algèbres, catégorie opposée de la catégorie des {\displaystyle A}-schémas affines.
Notation. On note généralement le produit fibré par {\displaystyle X\times _{S}Y}, les morphismes de projection étant sous-entendus. Si {\displaystyle S={\rm {Spec}}A} est affine, on peut remplacer {\displaystyle S} par {\displaystyle A} dans la notation. Le morphisme {\displaystyle h:Z\to X\times _{S}Y} dans la propriété universelle ci-dessus se note {\displaystyle (f,g)}.

## Premières propriétés
- Pour tout {\displaystyle S}-schéma {\displaystyle Z}, l'application

définie par {\displaystyle h\mapsto (ph,qh)} est bijective. 
- Si {\displaystyle X={\rm {Spec}}A,Y={\rm {Spec}}B} et {\displaystyle S={\rm {Spec}}R} sont affines, alors {\displaystyle X\times _{S}Y={\rm {Spec}}(A\otimes _{R}B)} et les morphisme de projections {\displaystyle p,q}sont induits par les homomorphismes d'anneaux {\displaystyle A\to A\otimes _{R}B}, {\displaystyle B\to A\otimes _{R}B} définis respectivement par {\displaystyle a\mapsto a\otimes 1} et {\displaystyle b\mapsto 1\otimes b}.
- Si {\displaystyle U,V} sont des parties ouvertes respectives de {\displaystyle X,Y}, alors {\displaystyle U\times _{S}V=p^{-1}(U)\cap q^{-1}(V)}, et les morphismes de projections de {\displaystyle U\times _{S}V} sont juste les restrictions de {\displaystyle p,q}.
- On a des isomorphismes canoniques

- Si {\displaystyle Z} est un {\displaystyle Y}-schéma, alors on a un isomorphisme canonique

## Exemples
- Si {\displaystyle A,B} sont des algèbres au-dessus d'un corps {\displaystyle k}. Alors {\displaystyle {\rm {Spec\ }}A\times _{k}{\rm {Spec\ B}}} est le {\displaystyle k}-schéma affine associé à la {\displaystyle k}-algèbre {\displaystyle A\otimes _{k}B}. 
  - Si {\displaystyle A=k[T_{1},\ldots ,T_{n}]} et {\displaystyle B=k[S_{1},\ldots ,S_{m}]}, alors {\displaystyle A\otimes _{k}B=k[T_{1},\ldots ,T_{n},S_{1},\ldots ,S_{m}]}. Donc {\displaystyle {\mathbb {A} }_{k}^{n}\times _{k}{\mathbb {A} }_{k}^{m}={\mathbb {A} }_{k}^{n+m}}.
  - Si {\displaystyle A=k[T_{1},\ldots ,T_{n}]/I} et {\displaystyle B=k[S_{1},\ldots ,S_{m}]/J}, alors {\displaystyle A\otimes _{k}B} est le quotient de {\displaystyle k[T_{1},\ldots ,T_{n},S_{1},\ldots ,S_{m}]} par l'idéal engendré par {\displaystyle I,J}.
- Le produit de la droite projective {\displaystyle {\mathbb {P} }_{k}^{1}} par elle-même n'est  pas isomorphe au plan projectif {\displaystyle {\mathbb {P} }_{k}^{2}}.  Ce produit est isomorphe à la quadratique {\displaystyle x_{0}x_{3}-x_{1}x_{2}=0} de {\displaystyle {\mathbb {P} }_{k}^{3}}. Plus généralement, le produit de deux variétés projectives est une variété projective (plongement de Segre).
- {\displaystyle {\rm {Spec\ }}{\mathbb {C} }\times _{\mathbb {R} }{\rm {Spec\ }}\mathbb {C} } est une variété algébrique sur {\displaystyle \mathbb {R} } qui a exactement deux points, alors que chaque composante {\displaystyle {\rm {Spec}}\mathbb {C} } n'en a qu'un.

## Espace topologique sous-jacent
Les points de {\displaystyle X\times _{S}Y} ne sont pas les points du produit cartésien {\displaystyle X\times Y} en général (cf. l'exemple ci-dessus de {\displaystyle {\rm {Spec}}\mathbb {C} } produit au-dessus de {\displaystyle \mathbb {R} } avec lui-même). Pour les variétés algébriques sur un corps {\displaystyle k}, on a  
Donc on a un bon contrôle des points rationnels. Cependant, même quand {\displaystyle k} est algébriquement clos et que l'on se restreint aux points fermés (les points fermés de {\displaystyle X\times _{k}Y} est en bijection avec le produit cartésien des points fermés de {\displaystyle X} et de {\displaystyle Y} dans ce cas-là), 
la topologie de Zariski sur le produit {\displaystyle X\times Y} (produit cartésien) est strictement plus fine que la topologie produit en général.
Par exemple, si {\displaystyle X=Y} sont la droite affine sur {\displaystyle k}. Alors {\displaystyle X\times _{k}Y} est le plan affine {\displaystyle {\rm {Spec}}k[t,s]}. L'ouvert de Zariski {\displaystyle D(t-s)} (le complémentaire de la diagonale) ne contient aucun ouvert non vide de la forme {\displaystyle U\times V} avec des ouverts {\displaystyle U,V} de {\displaystyle {\mathbb {A} }_{k}^{1}}. 

## Changement de bases
Le concept du changement de bases est fondamental dans la théorie des schémas. Soit {\displaystyle X\to S} un {\displaystyle S}-schéma. Soit {\displaystyle T\to S} un morphisme de schémas. Alors le produit fibré {\displaystyle X\times _{S}T} muni de la deuxième projection {\displaystyle q:X\times _{S}T\to T} est un  {\displaystyle T}-schéma, et on dit qu'il est obtenu par le changement de bases {\displaystyle T\to S}. Le {\displaystyle T}-schéma ainsi obtenu est noté {\displaystyle X_{T}}. Plus généralement, si {\displaystyle f:X\to Y} est un morphisme de {\displaystyle S}-schémas, le produit fibré par {\displaystyle T} induit un morphisme {\displaystyle f_{T}:X_{T}\to Y_{Y}} de {\displaystyle T}-schémas. 
- Par exemple, si {\displaystyle B\to C} est un homomorphismes d'anneaux (commutatifs unitaires), l'espace affine {\displaystyle A_{C}^{n}} peut être construit à partir de {\displaystyle A_{B}^{n}} en considérant le changement de bases {\displaystyle {\rm {Spec}}C\to {\rm {Spec}}B}.
- Si {\displaystyle K/k} est une extension de corps, {\displaystyle {\rm {Spec}}k[T_{1},\ldots ,T_{n}]/I} devient, après changement de bases {\displaystyle {\rm {Spec}}K\to {\rm {Spec}}k}, {\displaystyle {\rm {Spec}}(K[T_{1},\ldots ,T_{n}]/(I))}.
- Similairement, {\displaystyle {\rm {Proj}}k[T_{0},\ldots ,T_{n}]/I} devient  {\displaystyle {\rm {Proj}}(K[T_{0},\ldots ,T_{n}]/(I))}.

Dans ces deux exemples, le changement de base est donné par une extension de corps. On parle alors d'extension du corps de base ou d'extensions des scalaires. Par exemple, une conique projective non singulière devient isomorphisme à la droite projective après une extension quadratique séparable du corps de base. 
- Si {\displaystyle X} est une variété algébrique sur un corps {\displaystyle k} et si {\displaystyle K/k} est une extension. Alors {\displaystyle X(K)=X_{K}(K)} est l'ensemble des points rationnels de {\displaystyle X_{K}}.

## Fibres d'un morphisme
Soit {\displaystyle f:X\to Y} un morphisme de schémas. Soit {\displaystyle y\in Y} un point. Ensemblistement, la fibre de {\displaystyle f} en {\displaystyle y} est le sous-ensemble {\displaystyle f^{-1}(y)} de {\displaystyle X}. Le produit fibré permet de munir canoniquement ce sous-ensemble d'une structure de schéma. En effet, on a un morphisme canonique {\displaystyle {\rm {Spec}}k(y)\to Y}, où {\displaystyle k(y)} est le corps résiduel de {\displaystyle Y} en {\displaystyle y}. Soit {\displaystyle X_{y}:=X\times _{Y}{\rm {Spec}}k(y)}. C'est un {\displaystyle k(y)}-schéma par la seconde projection. On montre que la projection {\displaystyle X\times _{Y}{\rm {Spec}}k(y)\to X} induit un homéomorphisme de {\displaystyle X_{y}} sur {\displaystyle f^{-1}(y)}. Le {\displaystyle k(y)}-schéma {\displaystyle X_{y}} est appelé la fibre de {\displaystyle f} en {\displaystyle y}. Le {\displaystyle Y}-schéma {\displaystyle X} peut alors être vu comme la famille des {\displaystyle k(y)}-schémas, lorsque {\displaystyle y} parcourt les points de {\displaystyle Y}. 
Si {\displaystyle Y} est  irréductible de point générique {\displaystyle \eta }, la fibre {\displaystyle X_{\eta }} est appelée la fibre générique de {\displaystyle f}. Si {\displaystyle y} est un point fermé de {\displaystyle Y}, la fibre {\displaystyle X_{y}} est appelée une fibre fermée (ou la fibre spéciale lorsque {\displaystyle Y} est le spectre d'un anneau de valuation discrète).
Exemples
- Les fibres du morphisme structural de l'espace affine {\displaystyle {\mathbb {A} }_{Y}^{n}} sur {\displaystyle Y} sont des espaces affines {\displaystyle {\mathbb {A} }_{k(y)}^{n}}.
- Soit {\displaystyle X={\rm {Spec}}(\mathbb {Z} [t,s]/(ts^{2}-p))} où {\displaystyle p} est un nombre premier fixé. C'est un {\displaystyle \mathbb {Z} }-schéma. Sa fibre générique est isomorphe à la droite affine moins l'origine sur le corps des rationnels car {\displaystyle p} est inversible dans {\displaystyle \mathbb {Q} }. De même sa fibre en tout premier {\displaystyle l} (correspondant donc à l'idéal premier {\displaystyle l\mathbb {Z} }) est isomorphe à la droite affine moins l'origine sur le corps fini {\displaystyle F_{l}} à {\displaystyle l} éléments. En revanche, sa fibre en {\displaystyle p}, égale à {\displaystyle {\rm {Spec}}F_{p}[t,s]/(ts^{2})} est la réunion de deux droites affines sur {\displaystyle F_{p}} se coupant transversalement en un point. Cette fibre n'est pas réduite car la classe de {\displaystyle ts} dans le quotient est nilpotent et non nulle.
- Soit {\displaystyle L/K} une extension de corps de nombres et soient {\displaystyle O_{K},O_{L}} leurs anneaux d'entiers respectifs. Soit {\displaystyle f:{\rm {Spec}}O_{L}\to {\rm {Spec}}O_{K}} induit par l'inclusion des anneaux d'entiers. Alors l'extension {\displaystyle L/K} est non ramifiée au-dessus d'un idéal premier {\displaystyle {\mathfrak {p}}} de {\displaystyle O_{K}} si et seulement si la fibre de {\displaystyle f} en {\displaystyle {\mathfrak {p}}} est un schéma réduit.
- Si {\displaystyle E} est une courbe elliptique sur {\displaystyle \mathbb {Z} }, son équation de Weierstrass minimale définit un schéma projectif sur {\displaystyle \mathbb {Z} } (qui est {\displaystyle {\rm {Proj}}\mathbb {Z} [X,Y,Z]/(Y^{2}Z+a_{1}XZY+a_{3}Z^{2}Y-(X^{3}+a_{2}X^{2}Z+a_{4}XZ^{2}+a_{6}Z^{3})}). Sa fibre en un nombre premier {\displaystyle p} (vu comme le point {\displaystyle p\mathbb {Z} } de {\displaystyle {\rm {Spec}}\mathbb {Z} }) est une courbe projective sur le corps premier {\displaystyle F_{p}} et est appelée la (ou plutôt une) réduction de {\displaystyle E} mod {\displaystyle p}.